# エイセス/大空の誓い
『エイセス / 大空の誓い』（エイセス / おおぞらのちかい、Aces: Iron Eagle III）は、1992年のアメリカ映画。戦闘機をモチーフにしたアクション作品で、アイアン・イーグルシリーズの第3作である。監督：ジョン・グレン。

## 概要
ルイス・ゴセット・ジュニアがシリーズ1作目『アイアン・イーグル』（Iron Eagle）と2作目『メタル・ブルー』（Iron Eagle II）で演じた、チャッピー・シンクレア大佐の役を引き継いだ作品。本作では第二次世界大戦で活躍した日米英独のエースパイロットたちの友情と、彼らが団結して麻薬組織を撲滅するために戦う物語である。強靭な肉体を持つ女性・アンナ役のレイチェル・マクリッシュは、本職がボディービルダーで映画初出演となった。

## あらすじ
チャッピー（ルイス・ゴセット・ジュニア）、パーマー（クリストファー・ケザノーヴ）、ライヒマン（ホルスト・ブッフホルツ）、堀越（千葉真一）の4人は、第二次世界大戦に活躍したエース・パイロットとして、航空ショーで当時の空中戦を演じて人気を集めていた。そこに現役空軍大佐でもあるチャッピーのかつての部下、モラリスが撃墜されて死んだという知らせが届く。
モラリスは空軍の戦闘機で麻薬密輸をしていたというのだ。背後に巨悪の存在を感じたチャッピーは、モラリスの妹アンナを助け、麻薬組織に殺されようとしているモラリスの故郷の村人を救うため、軍に頼らず堀越、ライヒマン、パーマーと共に麻薬組織撲滅に乗り出す。4人は最新エレクトロニクスで強化されたかつての名機で飛び立ち、麻薬組織のジェット戦闘機と激しい空中戦が展開される。

## キャスト＆スタッフ
| 役名                                     | 俳優                           | 日本語吹替                                 | 日本語吹替                                            |
| 役名                                     | 俳優                           | ソフト版                                   | フジテレビ版                                          |
| ---------------------------------------- | ------------------------------ | ------------------------------------------ | ----------------------------------------------------- |
| チャールズ・“チャッピー”・シンクレア大佐 | ルイス・ゴセット・ジュニア     | 田中信夫                                   | 内海賢二                                              |
| アンナ                                   | レイチェル・マクリッシュ       | 高島雅羅                                   | 小林幸子                                              |
| 堀越（日本人パイロット）                 | 千葉真一                       | 千葉真一                                   | 千葉真一                                              |
| クライス（麻薬組織のボス、元ナチ）       | ポール・フリーマン             | 有川博                                     | 富田耕生                                              |
| ライヒマン（ドイツ人パイロット）         | ホルスト・ブッフホルツ         | 羽佐間道夫                                 | 土師孝也                                              |
| パーマー（イギリス人パイロット）         | クリストファー・カザノフ       | 中村正                                     | 青野武                                                |
| ティーヴィー                             | フィル・ルイス                 | 桜井敏治                                   | 二又一成                                              |
| ドイル                                   | ロブ・エステス                 | 大塚芳忠                                   | 江原正士                                              |
| シムズ将軍                               | ミッチ・ライアン               | 石田太郎                                   | 矢田耕司                                              |
| ストックマン                             | フレッド・ダルトン・トンプソン | 筈見純                                     | 阪脩                                                  |
| エイムズ                                 | J・E・フリーマン               | 水野龍司                                   | 小杉十郎太                                            |
| クロフォード                             | トム・バウアー                 | 池田勝                                     | 大滝進矢                                              |
| エスコヴェス                             | ファン・フェルナンデス         | 千田光男                                   | 斎藤志郎                                              |
| チコ                                     | レイ・マンシーニ               | 小室正幸                                   | 成田剣                                                |
| 役不明又はその他                         |                                | 小野健一 中博史 藤生聖子 金野恵子 種田文子 | 藤本譲 醍醐貢介 川津泰彦 鈴木れい子 冬馬由美 金野恵子 |
|                                          |                                |                                            |                                                       |
| 演出                                     |                                | 蕨南勝之                                   | 岡本知                                                |
| 翻訳                                     |                                | 宇津木道子                                 | 鈴木導                                                |
| 調整                                     |                                | 金谷和美                                   | 高橋久義                                              |
| 効果                                     |                                | 南部満治                                   | VOX                                                   |
| 編集                                     |                                | 佐藤澄子                                   |                                                       |
| MA・VTR                                  |                                | スタジオ・ユニ                             |                                                       |
| 制作                                     |                                | 株式会社テレシス                           | グロービジョン                                        |
| 初回放送                                 |                                |                                            | 1994年8月27日 『ゴールデン洋画劇場』                  |

## 登場する航空機
- ロッキード P-38J ライトニング

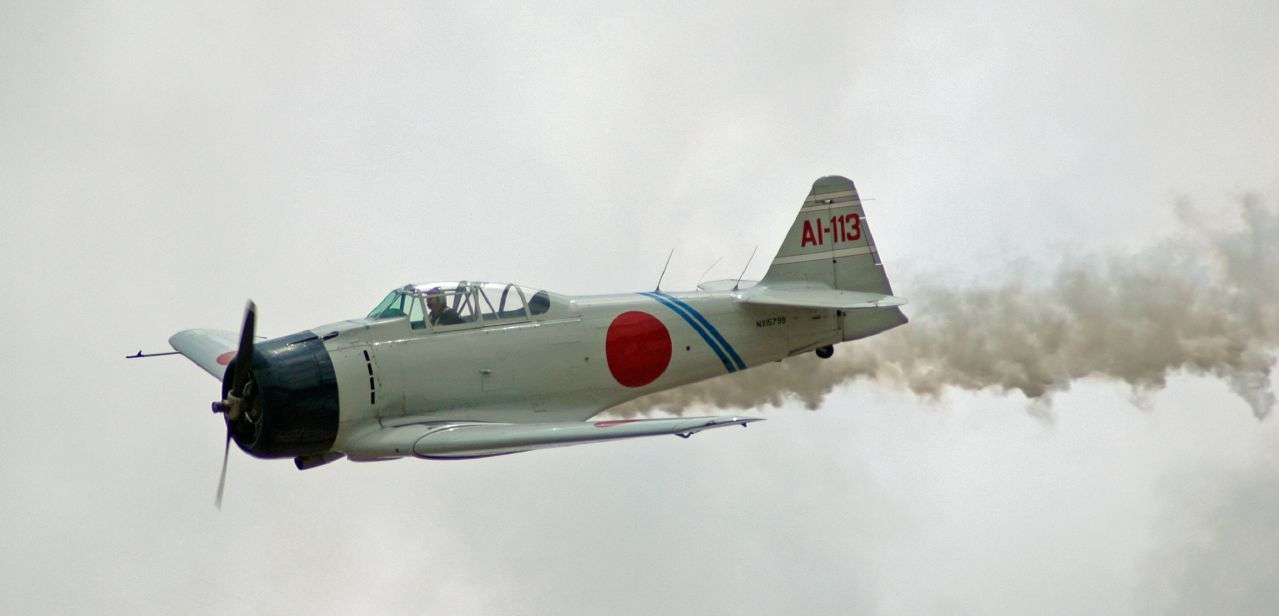
撮影に使われたT-6の改造機（2007年撮影）

- スピットファイア FR.Mk.XIVc - グリフォンエンジンを搭載しバブルキャノピーとしたタイプで、“グリフォンスピット”もしくは“スーパースピットファイア”と呼ばれる改良型である。
- P-51A マスタング - アリソンエンジン搭載、非バブルキャノピータイプの前期型がドイツ機の塗装を施してメッサーシュミット Bf 109として登場。Bf109の飛行可能な実機が用意できなかったため、外形の似たP-51Aが代役として用いられた。
- T-6 テキサン - T-6を改造した機体が零式艦上戦闘機として登場。「トラ・トラ・トラ!」撮影のために製作された、“テキサン・ゼロ”の通称で知られる有名な機体である。
- C-123 プロヴァイダー - 麻薬組織の麻薬運搬機として登場。
- ソコ G-2 ガレブ - 麻薬組織のジェット戦闘機として登場。
- スケールド・コンポジッツ ARES - クライスの用いるメッサーシュミット Me 263として登場。実際のMe263とは形状が全く異なる。

## 備考
本作品は暴力描写のためにMPAAからRランクに指定された。エイセス・アイアンイーグル3は本作のゲーム版である。